# Timon Jacobs
Timon Jacobs (Utrecht, 1 januari 1973) is een Nederlandse diskjockey en ondernemer.

## Biografie
Timon begon zijn loopbaan als dj op schoolfeesten en later in grote discotheken. Hij werkte bij evenementenbureaus, waar hij later manager werd. In 1999 kwam hij bij Radio Noordzee terecht. Bij dit station maakte hij verschillende radioprogramma's, waaronder 80's flashback, Met Noordzee de dag door en Het Avontuur. Van februari 2003 tot juli 2005 was hij sidekick van Gordon, die de ochtendshow Goedemorgen Gordon presenteerde.
In 2005 werd Noordzee overgenomen door de Vlaamse Media Maatschappij en werd de naam veranderd in Q-music. Het eerste jaar presenteerde hij een eigen programma in de avond van 19:00 tot 21:00. Hierna verhuisde hij naar het weekend. Tot 1 mei 2011 was hij in het weekend te horen tussen 15.00 tot 18.00. Daarna is hij nog enkele keren als inval-dj te horen geweest. Sinds 2012 is hij niet meer op Q-music te horen, omdat hij zich meer ging concentreren op zijn eigen bedrijf. Dit bedrijf organiseert feesten waarop onder meer de dj's van Q-music, inclusief hijzelf, muziek draaien. Tevens is hij personal coach.